# Gli assassini vanno all'inferno
Gli assassini vanno all'inferno (Les salauds vont en enfer) è un film francese del 1955 diretto da Robert Hossein.
Il film è tratto dall'opera teatrale Les salauds vont en enfer di Frédéric Dard.
Hossein, qui al suo esordio alla regia, aveva già messo in scena l'opera al théâtre du Grand-Guignol di Parigi nel 1954.

## Trama
In un penitenziario nel sud della Francia, i detenuti non riescono a scoprire chi tra Pierre Macquart e Lucien Rudel sia la spia che ha denunciato il suo complice Gauvin che è stato da poco ghigliottinato. Durante le passeggiate nel cortile, un gruppo guidato da Fred infligge umiliazioni ai due per ottenere la loro confessione. Temendo di finire vittime di un regolamento di conti, Macquart e Rudel, approfittando di una messa celebrata nel carcere, scappano dopo aver ucciso due guardie. I due trovano rifugio in un angolo isolato della Camargue dove scoprono la capanna di una giovane coppia, un pittore e la sua modella Eva.